# Eleições estaduais no Rio Grande do Norte em 2010
As eleições estaduais no Rio Grande do Norte em 2010 ocorreram em 3 de outubro como parte das eleições em 26 estados e no Distrito Federal. Foram eleitos a governadora Rosalba Ciarlini, o vice-governador Robinson Faria, os senadores Garibaldi Alves Filho e José Agripino Maia, oito deputados federais e vinte e quatro estaduais. Como a candidata mais votada obteve um total superior à metade mais um dos votos válidos o pleito foi decidido em primeiro turno e conforme a Constituição a posse da governadora e de seu vice-governador se daria em 1º de janeiro de 2011 para quatro anos de mandato já sob a égide da reeleição.
Pela terceira vez consecutiva os potiguares elegem uma mulher para comandar seu estado, pois se antes Wilma de Faria foi eleita e reeleita para ocupar o Palácio de Despachos de Lagoa Nova, em 2010 foi a vez da médica Rosalba Ciarlini. Natural de Mossoró e formada na Universidade Federal do Rio Grande do Norte com especialização em Pediatria, foi diretora do Hospital Regional Tarcísio Maia. Filiada ao PDT foi eleita prefeita de sua cidade natal em 1988 e após migrar rumo ao PFL voltou à prefeitura de Mossoró em 1996, foi reeleita no ano 2000 e conquistou o mandato de senadora em 2006. Sua eleição para o governo do estado pelo DEM foi a primeira vitória dos antigos pefelistas ao governo estadual desde José Agripino Maia em 1990 e reconduziu o clã Rosado ao poder, afinal Dix-Sept Rosado, sogro de Rosalba Ciarlini, foi eleito governador em 1950, embora tenha morrido num acidente aéreo no ano seguinte.
Sobre o vice-governador Robinson Faria este é advogado pela Universidade Federal do Rio Grande do Norte. Filho do empresário Osmundo Faria, nasceu em Natal e exerceu seis mandatos de deputado estadual pelo Rio Grande do Norte sendo eleito pelo PMDB em 1986 e 1990, pelo PFL em 1994, 1998 e 2002 e pelo PMN em 2006. Eleito presidente da Assembleia Legislativa do Rio Grande do Norte em 2003, manteve-se no posto até sua eleição para vice-governador em 2010 na chapa de Rosalba Ciarlini.

## Resultado da eleição para governador
Conforme o acervo do Tribunal Superior Eleitoral foram apurados 1.551.241 votos nominais, 103.978 votos em branco (5,54%) e 222.462 votos nulos (11,85%) resultando no comparecimento de 1.877.681 eleitores.
| Candidatos a governador(a) do estado | Candidatos a vice-governador(a) | Número | Coligação                                      | Votação | Percentual |
| ------------------------------------ | ------------------------------- | ------ | ---------------------------------------------- | ------- | ---------- |
| Rosalba Ciarlini DEM                 | Robinson Faria PMN              | 25     | Força da União (DEM, PMN, PSDB, PSC, PSL, PTN) | 813.813 | 52,46%     |
| Iberê Ferreira PSB                   | Vagner Araújo PSB               | 40     | Vitória do Povo (PSB, PT, PTB, PPS)            | 562.256 | 36,25%     |
| Carlos Eduardo Alves PDT             | Álvaro Dias PDT                 | 12     | Coragem para Mudar (PDT, PCdoB, PRP)           | 160.828 | 10,37%     |
| Sandro Pimentel PSOL                 | Luciano Falcão PSOL             | 50     | PSOL (sem coligação)                           | 10.520  | 0,68%      |
| José Walter Xavier PCB               | Roberto Lopes PCB               | 21     | PCB (sem coligação)                            | 2.078   | 0,13%      |
| Bartô MoreiraPRTB                    | Heronildes Bezerra PRTB         | 28     | PRTB (sem coligação)                           | 1.746   | 0,11%      |

## Biografia dos senadores eleitos

### Garibaldi Alves Filho
Advogado nascido em Natal e formado na Universidade Federal do Rio Grande do Norte, Garibaldi Alves Filho também é jornalista e pertence a uma tradicional família potiguar e estreou na política após a cassação de seu pai, Garibaldi Alves, pelo Ato Institucional Número Cinco em 1969. Antes foi chefe de gabinete na prefeitura de Natal na gestão de seu tio, Agnelo Alves, outro que os militares baniram da política. Diante de tais eventos restou a Garibaldi Alves Filho o ingresso sucessivo no MDB e no PMDB sendo eleito deputado estadual em 1970, 1974, 1978 e 1982. Sua primeira experiência em cargos executivos aconteceu após a vitória sobre Wilma de Faria na eleição para prefeito de Natal em 1985. Eleito senador em 1990 e governador do Rio Grande do Norte em 1994, foi reeleito para comandar o estado em 1998. Obteve um novo mandato de senador em 2002 e embora tenha perdido a disputa pelo governo em 2006, foi eleito presidente do Senado Federal nas pegadas do Renangate em 12 de dezembro de 2007. e renovou o mandato parlamentar em 2010, mas se licenciou em favor de Paulo Davim para comandar o Ministério da Previdência Social no primeiro governo Dilma Rousseff.

### José Agripino Maia
Quanto ao engenheiro civil José Agripino Maia, este é formado na Universidade do Estado do Rio de Janeiro e trabalhava na iniciativa privada antes de sua estreia na política. Filiado à ARENA, foi nomeado prefeito de Natal pelo governador Lavoisier Maia em 1979 e foi eleito governador do Rio Grande do Norte  via PDS em 1982. Nascido em Mossoró, apoiou a Nova República e ingressou no PFL onde foi eleito senador em 1986, ajudou a elaborar a Constituição de 1988 e retornou ao governo do estado em 1990. Eleito para novos mandatos de senador em 1994 e 2002, foi escolhido presidente nacional do DEM após a criação da legenda. Reeleito senador em 2010, igualou os quatro mandatos conquistados por Dinarte Mariz, um recorde na história potiguar.

## Resultado da eleição para senador

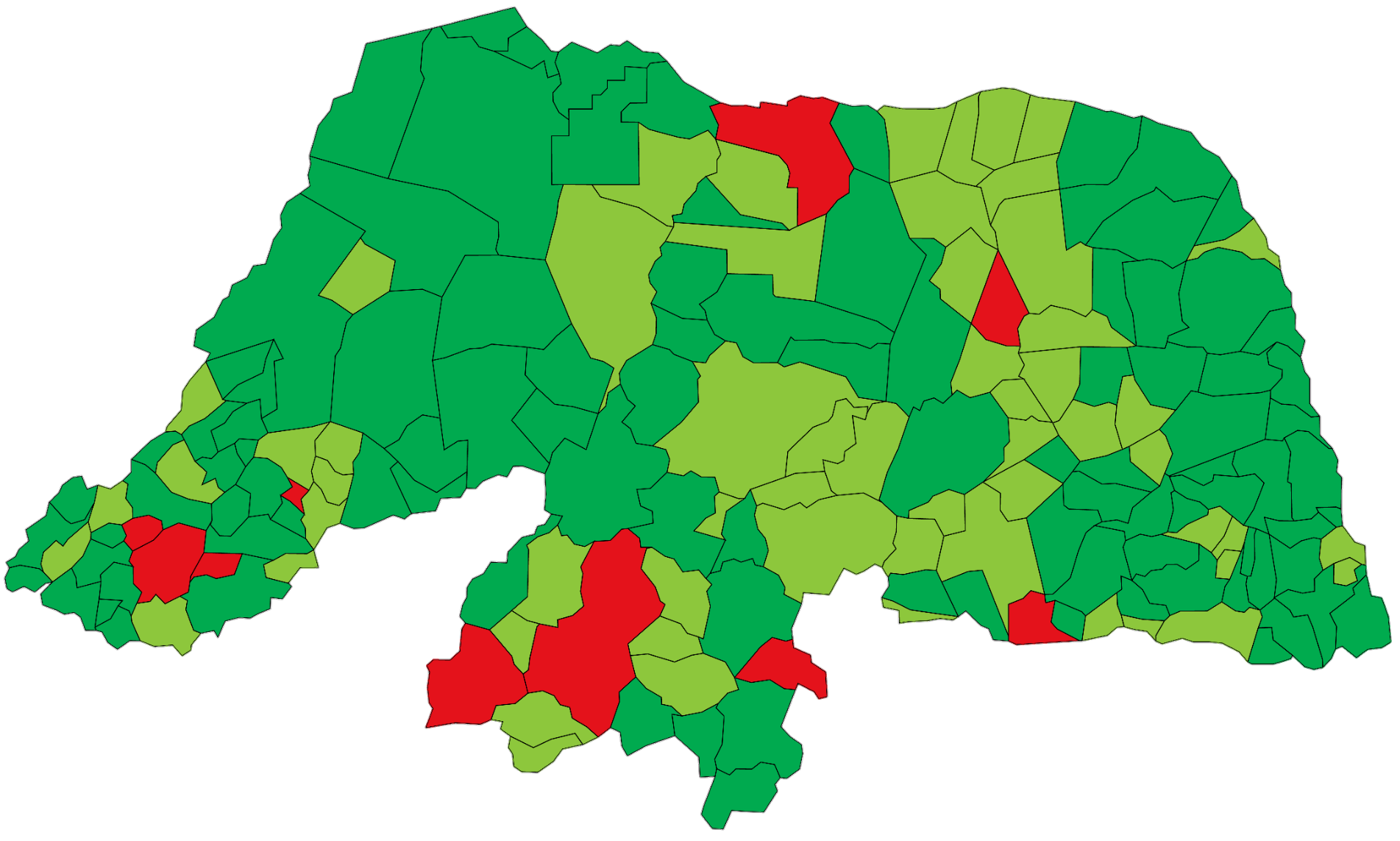
Mapa da eleição de senador:

Por serem duas as vagas em disputa houve 2.975.476 votos nominais e conforme o acervo do Tribunal Superior Eleitoral foram apurados 103.978 votos em branco (4,63%) e 222.462 votos nulos (9,91%).
| Candidatos a senador da República | Candidatos a suplente de senador                   | Número | Coligação                                        | Votação   | Percentual |
| --------------------------------- | -------------------------------------------------- | ------ | ------------------------------------------------ | --------- | ---------- |
| Garibaldi Alves Filho PMDB        | Paulo Davim PV Max Andrade PR                      | 154    | Por um Rio Grande do Norte Melhor (PMDB, PR, PV) | 1.042.272 | 35,03%     |
| José Agripino Maia DEM            | João Faustino PSDB Valério Marinho PSDB            | 252    | Força da União (DEM, PMN, PSDB, PSC, PSL, PTN)   | 958.891   | 32,23%     |
| Wilma de Faria PSB                | Luiz Cláudio Macedo PSB Pedro Terceiro de Melo PSB | 400    | Vitória do Povo (PSB, PT, PTB, PPS)              | 651.358   | 21,89%     |
| Hugo Manso PT                     | Carlos Silvestre PT Socorro Queiroz PT             | 131    | Vitória do Povo (PSB, PT, PTB, PPS)              | 224.125   | 7,53%      |
| Joanilson Rego PSDC               | Edvaldo Leite PSDC Ricardo Sobral PSDC             | 277    | Mudança e Renovação (PRTB, PSDC, PP, PRB, PHS)   | 66.408    | 2,23%      |
| Sávio Ximenes PCdoB               | Rutilo Coelho PDT Moacir Barros Sobrinho PCdoB     | 651    | Coragem para Mudar (PDT, PCdoB, PRP)             | 25.783    | 0,87%      |
| Ronaldo Garcia PSOL               | João (Tita) Holanda PSOL Jurandi Costa PSOL        | 502    | PSOL (sem coligação)                             | 6.639     | 0,22%      |

## Deputados federais eleitos
São relacionados os candidatos eleitos com informações complementares da Câmara dos Deputados.

Representação eleita
  DEM: 2
  PT: 1
  PR: 1
  PMDB: 1
  PMN: 1
  PSB: 1
  PV: 1

Fonteː
| Número | Deputados federais eleitos | Partido | Votação | Percentual | Cidade onde nasceu | Unidade federativa  |
| 1313   | Fátima Bezerra             | PT      | 220.355 | 13,33%     | Nova Palmeira      | Paraíba             |
| 2222   | João Maia                  | PR      | 217.854 | 13,18%     | Brejo do Cruz      | Paraíba             |
| 1511   | Henrique Eduardo Alves     | PMDB    | 191.110 | 11,56%     | Rio de Janeiro     | Rio de Janeiro      |
| 3333   | Fabio Faria                | PMN     | 156.688 | 9,48%      | Natal              | Rio Grande do Norte |
| 2512   | Felipe Maia                | DEM     | 137.494 | 8,32%      | Rio de Janeiro     | Rio de Janeiro      |
| 2511   | Betinho Rosado             | DEM     | 109.627 | 6,63%      | Mossoró            | Rio Grande do Norte |
| 4040   | Sandra Rosado              | PSB     | 92.746  | 5,61%      | Mossoró            | Rio Grande do Norte |
| 4333   | Paulo Wagner               | PV      | 55.086  | 3,33%      | Areia Branca       | Rio Grande do Norte |

## Deputados estaduais eleitos
Estavam em jogo 24 cadeiras da Assembleia Legislativa do Rio Grande do Norte.

Representação eleita
  PMDB: 6
  PMN: 4
  PSB: 4
  DEM: 2
  PR: 2
  PTB: 1
  PV: 1
  PSDB: 1
  PHS: 1
  PDT: 1
  PT: 1

Fonteː
| Número | Deputados estaduais eleitos | Partido | Votação | Percentual | Cidade onde nasceu | Unidade federativa  |
| 33133  | Antônio Jácome              | PMN     | 54.743  | 3,18%      | Sousa              | Paraíba             |
| 14567  | Ezequiel Ferreira           | PTB     | 51.842  | 3,01%      | Natal              | Rio Grande do Norte |
| 15678  | Walter Alves                | PMDB    | 50.587  | 2,94%      | Natal              | Rio Grande do Norte |
| 33333  | Ricardo Motta               | PMN     | 49.881  | 2,90%      | Natal              | Rio Grande do Norte |
| 40888  | Gustavo Carvalho            | PSB     | 49.850  | 2,89%      | Natal              | Rio Grande do Norte |
| 40123  | Tomba Farias                | PSB     | 49.832  | 2,89%      | Santa Cruz         | Rio Grande do Norte |
| 43333  | Gilson Moura                | PV      | 49.494  | 2,87%      | Patu               | Rio Grande do Norte |
| 15222  | Nelter Queiroz              | PMDB    | 49.364  | 2,87%      | Jucurutu           | Rio Grande do Norte |
| 33111  | Gesane Marinho              | PMN     | 48.440  | 2,81%      | Recife             | Pernambuco          |
| 25110  | Getúlio Rêgo                | DEM     | 43.697  | 2,54%      | Portalegre         | Rio Grande do Norte |
| 45555  | Dibson Nasser               | PSDB    | 41.883  | 2,43%      | Santa Cruz         | Rio Grande do Norte |
| 40000  | Larissa Rosado              | PSB     | 41.609  | 2,42%      | Mossoró            | Rio Grande do Norte |
| 25111  | Leonardo Nogueira           | DEM     | 41.133  | 2,39%      | Mossoró            | Rio Grande do Norte |
| 40111  | Márcia Maia                 | PSB     | 38.554  | 2,24%      | Natal              | Rio Grande do Norte |
| 22222  | Vivaldo Costa               | PR      | 38.463  | 2,23%      | Caicó              | Rio Grande do Norte |
| 15123  | Gustavo Fernandes           | PMDB    | 37.907  | 2,20%      | Natal              | Rio Grande do Norte |
| 33222  | Raimundo Fernandes          | PMN     | 37.158  | 2,16%      | São Miguel         | Rio Grande do Norte |
| 22666  | George Soares               | PR      | 36.952  | 2,15%      | Natal              | Rio Grande do Norte |
| 31111  | Fábio Dantas                | PHS     | 35.374  | 2,05%      | Natal              | Rio Grande do Norte |
| 15100  | Hermano Morais              | PMDB    | 35.294  | 2,05%      | Natal              | Rio Grande do Norte |
| 15000  | Poti Júnior                 | PMDB    | 31.881  | 1,85%      | Natal              | Rio Grande do Norte |
| 12123  | Agnelo Alves                | PDT     | 30.995  | 1,80%      | Ceará-Mirim        | Rio Grande do Norte |
| 15141  | José Dias                   | PMDB    | 30.876  | 1,79%      | Umarizal           | Rio Grande do Norte |
| 13666  | Fernando Mineiro            | PT      | 24.718  | 1,44%      | Curvelo            | Minas Gerais        |